# El viejo celoso

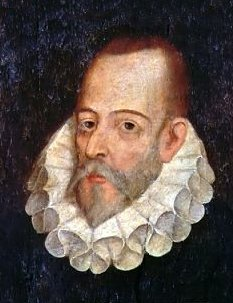
Autor, Miguel de Cervantes

El viejo celoso es uno de los ocho entremeses escritos por Miguel de Cervantes y fue publicado en 1615. Un Entremés es una obra dramática que se presenta durante los descansos de una obra más grande, y su función era entretener a la gente. El viejo celoso pertenece al género dramático. Para ayudarnos a entender los entremeses, Garrido Ardila nos ofrece un poco más de perspectiva acerca de los entremeses cervantinos: "...Cervantes transforma los arquetipos de generaciones anteriores en seres de carne y hueso, con sus defectos, virtudes y problemas, que hablan en una lengua de múltiples registros, oída en la calle pero sometida a un proceso creativo renovador".

## Resumen del argumento
La obra empieza en la casa de Lorenza y Cañizares. Lorenza es una mujer muy joven que está casada con Cañizares, quien es muy viejo. Lorenza es sumamente infeliz en su matrimonio porque ella es joven y odia la manera de ser de su esposo. Cañizares es exageradamente celoso hasta el extremo de dejarla encerrada todo el tiempo en su casa para que no salga. Lorenza tiene una criada que se llama Cristina, y una vecina que se llama Hortigosa. La obra comienza con Hortigosa halagando a Lorenza porque tiene riquezas y le dice que es afortunada. Lorenza se comienza a quejar con Hortigosa, y Hortigosa se dispone a ayudarla, y le dice que ella le puede traer a un joven para que salga de su tristeza. Después de pensarlo, finalmente Lorenza acepta la oferta de Hortigosa. En este momento, Cañizares está fuera de su casa, y también se queja con su compadre de cómo Lorenza lo trata a él.  Cuando Hortigosa se va de la casa, Cañizares llega. Para llevar a cabo su plan, Hortigosa toca la puerta, y Cañizares no quiere abrir la puerta porque odia a las vecinas, pero al final Cañizares le pide a Cristina que la deje entrar. Hortigosa usa como pretexto venderle un guadamecí porque necesita dinero para sacar a su hijo de la cárcel. Detrás del guadamecí está escondido el joven que le trajo a Lorenza, y cuando ella se va, el joven entra a un cuarto de la casa. Después de discutir con su viejo y celoso marido, Lorenza entra en el cuarto donde está el joven y ahí mismo comete adulterio. Cañizares no sabe que el joven está en el cuarto, y entonces no se da cuenta. Cristina le pregunta desde afuera a Lorenza si ahí dentro también está el frailecito que le pidió a Hontigosa, pero le dice que no. Cuando Cañizares quiere abrir la puerta donde está su esposa con el joven, Lorenza sale del cuarto y le tira una bacía de agua en los ojos. Mientras Cañizares no puede ver nada debido al agua, el joven sale del cuarto y se va. Ya que no se da cuenta Cañizares de que su esposa cometió adulterio, Lorenza le empieza a gritar a Cañizares y a recordarle a él lo miserable que ella se siente al estar casada con él por ser muy celoso y malo. Por tanto grito, el alguacil toca la puerta y les pregunta que es lo que está pasando. Entra el alguacil, los músicos, y Hortigosa a la casa. Cañizares le dice al Alguacil que son solo problemas de matrimonio, después le dice a Hortigosa que todo es culpa de ella. Hortigosa se defiende y le dice a Cañizares que ella no tiene la culpa de nada ni de ningún pecado cometido por los demás. Lorenza le dice a Cañizares que se disculpe por lo que le dijo a la vecina. Cañizares se disculpa aunque dice que odia a las vecinas. Lorenza, por lo contrario, dice que ella ama a las vecinas, a lo cual Cristina responde, “Yo también;  mas si mi vecina me hubiera traído mi frailecico, yo la tuviera por mejor vecina, y adiós; señoras vecinas.”

## La caracterización

### Personajes principales
Cañizares: el esposo de Lorenza; es muy celoso y odia a todas las personas o cosas que ve como amenazas a su matrimonio.
Lorenza: la esposa de Cañizares y es muy joven. Ella es totalmente infeliz en su matrimonio por estar siempre encerrada.
Cristina: la criada de Lorenza y actúa como su cómplice en el entremés.
Hortigosa: es la vecina de Lorenza que hace posible la entrada del joven.

### Personajes secundarios
Galán: un joven que fue traído por Hortigosa, y con quien Lorenza comete adulterio.
Alguacil: toca a la puerta de Cañizares y Lorenza al final del entremés.
Los músicos: tocan canción al final del entremés.
Compadre : la persona a quien le cuenta sus penas el viejo celoso.

## Temas principales

### El adulterio
Tal como en otras obras de Cervantes (ej., La cueva de Salamanca) la fidelidad en el matrimonio es uno de los temas principales de este entremés. Canavaggio menciona es su artículo, “Del celoso extremeño al viejo celoso”, como se usa el folklore como desarrollo básico de la acción en este entremés cervantino, y que este tipo de desarrollo ya era usado en la antigüedad y quizás sea de origen oriental. Canavaggio escribe acerca de este desarrollo y menciona el tema del adulterio,  “… aparición inicial de la mujer, que se encuentra sin su marido en casa, entrada del amante, regreso del marido, engañado por su esposa con la ayuda de alguna cómplice, mediante un ardid que le impide reparar en la salida subrepticia del galán. (Canavaggio 588). Lorenza claramente no está preocupada por la honra de su marido ya que no le fue fiel, “…la misma protagonista burla a su marido, facilitando la salida del galán tras haber cometido el adulterio, y arremetiendo, no a los ojos, sino a la honra de su marido (Canavaggio 596).

### La desconfianza
Un tema muy prevalente en la obra. Podemos ver que el viejo Cañizares desconfía de su esposa y por esto mismo la mantiene encerrada en la casa.

### El placer
Lorenza quiere a alguien joven que la haga feliz porque a pesar de que ella tiene exceso de joyas y hermosos vestidos, ella no es feliz. El dinero no le trae placer porque vive como una prisionera con un hombre viejo. Lorenza busca placer sexual y desde el comienzo del entremés esto es notable. Charles D. Presberg opina en su artículo que es inevitable no darse cuenta de que la mayor parte del humor y el juego de palabras de la obra se deriva de insinuación sexual (Presberg 266). Canavaggio comenta en su artículo acerca del placer que Lorenza buscaba y que pudo obtener del joven, el escribe, “…comentando sus aptitudes amorosas [del joven], que a diferencia de las de su marido…por fin [Lorenza], proclamando su descubrimiento del placer físico, un placer que, por culpa de la impotencia del vejete, le era hasta entonces desconocido: tras confesar que le tiemblan las carnes ‘por amor de la vecina’, exclama: ‘ahora echo de ver quién eres, viejo maldito, que hasta aquí he vivido engañada contigo’” (Canavaggio 596).

### Los celos
Cañizares no quiere que Lorenza se enamore de alguien más joven que él, por lo tanto no la deja salir de su casa. Incluso cuando su compadre quiere conocer a la joven Lorenza, Cañizares le responde, “… los antiguos latinos usaban un refrán que decía… ‘El amigo hasta el altar”… y yo digo que mi amigo… hasta la puerta…” A lo cual su amigo, cuando Cañizares se va, dice, “En mi vida he visto hombre más recatado, ni más celoso, ni más impertinente; pero este es de aquellos que traen la soga arrastrando, y de los que siempre vienen a morir de mal que temen.” Aquí Cervantes nos dio una pista de lo que había de ocurrir después en la obra. Charles D. Presberg, en su artículo, dice que Lorenza no es nada menos que una prisionera de los celos de Cañizares, y es por la misma razón que Lorenza describe su encuentro con Hortigosa como un suceso sobrenatural (Presberg 268). Este entremés no es la única obra de Cervantes que usa como base los celos. En una de sus novelas ejemplares titulada El celoso extremeño, los celos también son un tema importante. Por lo tanto, Cervantes usa el tema de este entremés en las dos versiones de su novela ejemplar El celoso extremeño de 1606 y 1614 (Rotunda 86).

### La colaboración femenina
Hortigosa y Cristina colaboran para que Lorenza pase el tiempo con el galán. Hortigosa tiene un papel importante en este entremés porque ella es la mediadora del adulterio de Lorenza con el joven.  Charles D. Presberg dice que las dos mujeres que viven en la casa de Cañizares [su esposa Lorenza y criada Cristina] perciben en Hortigosa la oportunidad de hacer un contraataque femenino; el usar a un hombre para sus propios fines y para arrebatar el control de sus vidas de su amo [Cañizares] (Presberg 271).  Cañizares se mantiene tanto literalmente como figurativamente ciego de su ruina y de cómo las mujeres lo usan como objeto su engaño y burla (Presberg 273) .

### La hipocresía
Lorenza dice que ella es inocente cuando entra el alguacil a preguntar qué es lo que pasa. También Hortigosa dice que ella no tiene nada que ver con la disputa doméstica. 

## Simbolismo
Cañizares: símbolo de incapacidad y burlado. Incapaz de darle placer a Lorenza en su matrimonio. Objeto de burla en toda la obra. 
Lorenza: símbolo de juventud, buscando placeres carnales.
Guadamecí: símbolo de engaño. Tras el guadamecí estaba escondido el galán; Hortigosa usó el guadamecí para engañar a Cañizares y llevar a cabo lo planeado con Lorenza.

## Representaciones
El grupo teatral Morfosis Teatro realizó un espectáculo que conjunta los entremeses La cueva de Salamanca y El viejo celoso bajo la dirección de Ares González y Mauricio S. García estrenado en la Ciudad de México en el teatro Casa de la paz en 2024.

## Imágenes
Esta imagen muestra al viejo celoso de Cañizares afuera de la puerta del cuarto donde su joven esposa, Lorenza, y el galán, cometen adulterio. Esta escena es muy importante en el entremés. Aparte de mostrar el adulterio de Lorenza con el galán, esta escena añade una vis cómica, ya que Cañizares está siendo objeto de burla.

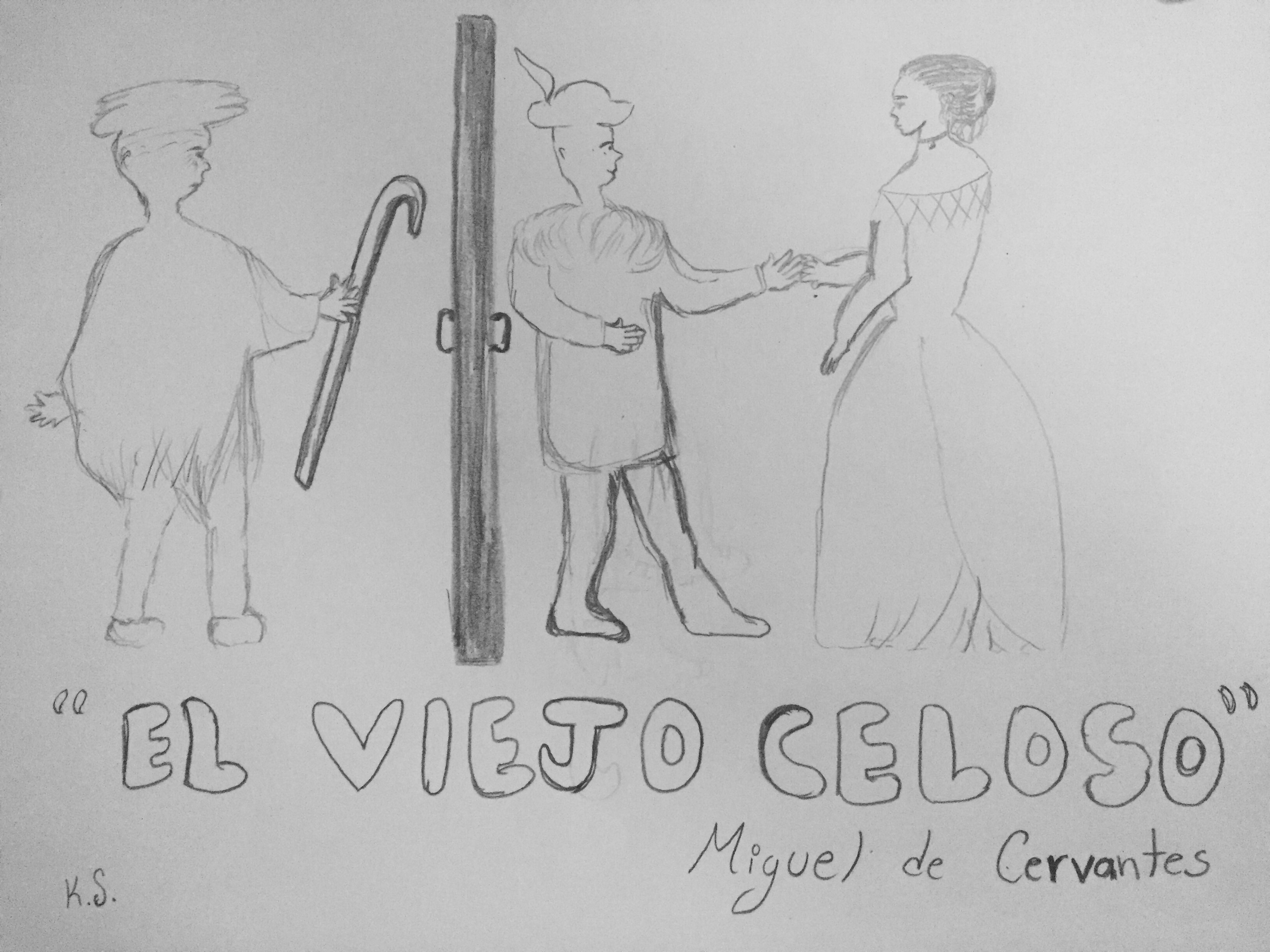